# Erblich belastet?
Erblich belastet? ist ein mittellanges Stummfilmdrama aus dem Jahre 1913 von Harry Piel mit Ludwig Trautmann in der Hauptrolle.

## Handlung
Paul ist der Sohn eines unschuldig wegen Mordes Verurteilten und hat einen Job als Sekretär des Besitzers eines großen amerikanischen Verlagshauses gefunden. Dennoch verweigert dieser, obwohl er Paul auch noch adoptiert hat, die Hand seiner leiblichen Tochter, da der Tycoon annimmt, dass Paul erblich vorbelastet sein, also die Eigenschaften seines angeblichen Mörder-Vaters besitzen könnte. Als es zu einem Diebstahl kommt, sieht der Zeitungsverleger seine schlimmsten Befürchtungen bestätigt und wirft seinen Adoptivsohn aus seiner Villa.
Paul bricht nun alle Brücken hinter sich ab und bereist als Zeitungskorrespondent die Welt. Dieser Trip führt ihn bis in Urwälder und Steppen. In einer der fernen Regionen kann er sogleich auch noch den Beweis seiner Unschuld recherchieren. Das Happy End wird schließlich perfekt, als sich ausgerechnet der Bruder des Zeitungskönigs als wahrer Mörder herausstellt und Pauls Vater endlich freikommt. Das Motiv damals: Eifersucht. Der Schurke nimmt sich das Leben, und Paul bekommt die Tochter des Verlegers zu seiner Frau.

## Produktionsnotizen
Erblich belastet? passierte im Juli 1913 die Zensurprüfung und wurde am 19. September 1913 in Österreich-Ungarn uraufgeführt. Eine Woche später konnte man den Film auch in deutschen Lichtspielhäusern sehen. Der Streifen besaß drei Akte auf 910 (Wien 1913) respektive 850 Metern (Berlin) Länge und galt damit als mittellanger Film.
Erblich belastet? besaß eine Produktionssumme von 1160 Reichsmark.

## Rezeption
„‚Erblich belastet‘, ein Eiko-Bild, … das die intimen Vorgänge im Hause eines amerikanischen Zeitungskönig zur Grundlage hat und eines der besten Bilder ist, die diese Fabrik bisher auf den Markt gebracht hat. (…) Dieser Film wird von den vier Hauptdarstellern ganz erstklassig gespielt und bietet in dem zahlreichen Wechsel der Stimmungen eine Augenweide.“